# 차범근 축구상

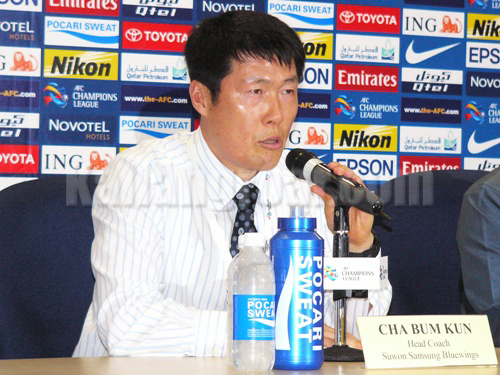
상의 주최자인 차범근

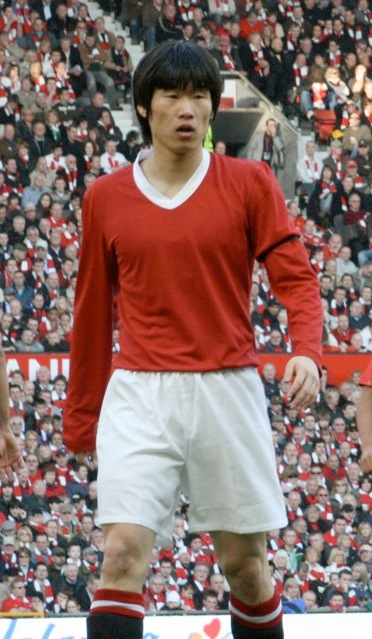
박지성은 1992년 장려상 수상자이다.

차범근 축구상(한국 한자: 車範根 蹴球賞, 영어: Cha Bum-Kun Football Awards)은 차범근이 현역 은퇴시기에 맞춰 대한민국의 유소년 축구 발전을 위해 제정한 유소년 축구상이다.

## 개요
1988년 12월에 시작되었으며 일간스포츠, 소년한국일보가 참여하였다. 1988년부터 한 해 동안 훌륭한 활약을 한 대한민국의 초등학교 축구선수에게 시상하고 있다. 2010년부터는 대한축구협회의 지원으로 장학금이 두 배로 증가하였고, 시상식도 대한축구협회 축구회관 1층 로비에서 열리게 되었다.
2017년 29회 시상부터는 카카오가 주관하고 대한축구협회, 아디다스, 코카콜라가 후원하며 일간스포츠가 공동 제정하였다. 수상자의 규모를 대폭 늘렸으며, 공격 선수들에게 집중 수여되던 과거와 달리 베스트11 방식으로 개편해 다양성을 확보하였다. 2000년부터 우수상이나 장려상에 포함하던
여자부문은 최우수여자선수상을 신설하였다. 대상과 최우수감독상에는 상패와 장학금 200만원이 수여된다. 베스트11 선수와 최우수여자선수상에는 상패와 장학금 100만원이 주어진다. 그리고 모든 수상자에게는 아디다스 축구용품이 지급된다.

## 수상자 명단 (1회~28회)
| 회차 | 연도 | 대상   | 우수상         | 장려상                 | 지도자상 |
| ---- | ---- | ------ | -------------- | ---------------------- | -------- |
| 1회  | 1988 | 서원광 | 손명길, 이용우 | 박성이, 이동욱, 송정선 | ??       |
| 2회  | 1989 | 이범수 | 김범준, 박중원 | 김병국, 정석근, 허제정 | ??       |
| 3회  | 1990 | 전윤승 | 한하석 ·강남길 | ??, ??                 | ??       |
| 4회  | 1991 | 김승현 | 박현, 민경인   | 이충원, 정대현, 이동국 | ??       |
| 5회  | 1992 | 이판희 | 이영민, 이영훈 | 황대웅, 양상조, 박지성 | ??       |
| 6회  | 1993 | 최태욱 | 박민영, 구민수 | 김병채, 김대현, 백금실 | 조성희   |
| 7회  | 1994 | 김두현 | ??·??          | ??, ??                 | ??       |
| 8회  | 1995 | 신현준 | 조성환, 노지영 | 전승현, 예호성, 정원철 | 강한상   |
| 9회  | 1996 | ??     | ??, ??         | ??, ??                 | ??       |
| 10회 | 1997 | 하대성 | 정주석, 윤찬구 | ??, ??                 | ??       |
| 11회 | 1998 | 조용태 | 최우석, 송순보 | 하용수, 한상규, 조동건 | 정한윤   |
| 12회 | 1999 | 이상호 | 조수혁, 이광빈 | 강성주, 김수영, 박태웅 | ??       |
| 13회 | 2000 | 기성용 | 한상훈, 방수호 | 강효일, 배해민, 김가영 | 정한균   |
| 14회 | 2001 | 정원식 | 서정진, 김명호 | 이재일, 이한샘, 김희정 | 정상훈   |
| 15회 | 2002 | 손세웅 | 정현준, 구자용 | 이희성, 진용, 정지수   | 이성환   |
| 16회 | 2003 | 정찬일 | 김영남, 전수민 | 박태윤, 최성민, 이호석 | 박승석   |
| 17회 | 2004 | 이종호 | 나승국, 이동녘 | 전현욱, 유승훈, 최민정 | 강성추   |
| 18회 | 2005 | 김의도 | 엄윤수, 김경순 | 문창진, 손민수, 김민규 | 배실용   |
| 19회 | 2006 | 명준재 | 박정빈, 채선일 | 김민수, 이예찬, 이유리 | 김정혁   |
| 20회 | 2007 | 서명원 | 이동건, 박소영 | 안승온, 윤현오, 이재민 | 유재호   |
| 21회 | 2008 | 황희찬 | 조윤창, 이호진 | 서정덕, 민경완, 장창   | 김상석   |
| 22회 | 2009 | 백승호 | 권승철, 송지윤 | 장성준, 한찬희, 최석진 | 이정석   |
| 23회 | 2010 | 이승재 | 이승우, 육근혁 | 김종훈, 강상희, 강채림 | 강경수   |
| 24회 | 2011 | 홍현석 | 안준혁, 이상수 | 김시현, 김규형, 전민영 | 이정호   |
| 25회 | 2012 | 이상재 | 강현우, 이준석 | 김민혁, 동창혁, 한송희 | 함상헌   |
| 26회 | 2013 | 이신형 | 김상준, 민동환 | 이재광, 송주민, 황아현 | 강상기   |
| 27회 | 2014 | 홍윤상 | 김민우, 정상빈 | 김어진, 주재현, 임수연 | 백기태   |
| 28회 | 2015 | 서재민 | 김종원, 최환   | 홍지우, 김효기, 전유미 | 김대호   |

## 수상자 명단 (29회)
| 회차 | 연도 | 대상   | 베스트 일레븐 | 베스트 일레븐                | 베스트 일레븐                  | 베스트 일레븐 | 최우수 여자선수상 | 최우수 감독상 | 각주   |
| 회차 | 연도 | 대상   | 공격수        | 미드필더                     | 수비수                         | 골키퍼        | 최우수 여자선수상 | 최우수 감독상 | 각주   |
| ---- | ---- | ------ | ------------- | ---------------------------- | ------------------------------ | ------------- | ----------------- | ------------- | ------ |
| 29회 | 2016 | 전유상 | 허동민        | 김지원, 송한록, 송호, 이은규 | 강현준, 송준휘, 이동현, 장남웅 | 이민재        | 박수정            | 김대호        | [ 26 ] |

## 수상자 명단 (30회~)
| 회차 | 연도 | 베스트 일레븐                        | 베스트 일레븐                                          | 베스트 일레븐                  | 베스트 일레븐  | 최우수 여자선수상 | 최우수 감독상 | 각주   |
| 회차 | 연도 | 공격수                               | 미드필더                                               | 수비수                         | 골키퍼         | 최우수 여자선수상 | 최우수 감독상 | 각주   |
| ---- | ---- | ------------------------------------ | ------------------------------------------------------ | ------------------------------ | -------------- | ----------------- | ------------- | ------ |
| 30회 | 2017 | 최준영, 김전태수, 임재문,            | 김연수, 이유민, 이재민, 이윤건                         | 강현수, 김민혁, 고준건         | 양승민         | 유지민            | 김승제        | [ 27 ] |
| 31회 | 2018 | 최준영, 김전태수, 임재문             | 김환, 김준희, 김종현, 최형우                           | 조대희, 장정익, 김찬우, 강주혁 | 윤기욱         | 김윤서            | 김계중        | [ 28 ] |
| 32회 | 2019 | 한석진, 김현오, 김동연               | 민태인, 이재현, 고필관, 김규민, 조희우, 박현민, 이언민 | 이재한, 김지호, 최시온, 한가온 | 조민협, 이은석 | 범예주            | 강태석        | [ 29 ] |
| 34회 | 2021 | 안주완, 장한성, 백건, 김태윤, 성민수 | 안선현, 태도윤, 김형준, 유민결, 황정호                 | 최민준, 심태훈, 이윤승, 전서휘 | 봉진범, 김채호 | 최세은, 한국희    | 최광원        | [ 30 ] |
| 35회 | 2022 | 김우진, 이호영, 임지성, 이주찬       | 엄규현, 정우진, 배호진, 권준서, 오태준, 김우진         | 정인서, 강시우, 윤선용, 김동현 | 송정준, 김윤재 | 전아현, 이소미    | 한철          | [ 31 ] |

## 같이 보기
- 차범근 축구교실
- 일간스포츠
- 한국일보